# Католическа пропаганда в българските земи през XVII век
Католическата пропаганда в българските земи през XVII век е следствие от Житваторогския мирен договор (11 ноември 1606 г.) по силата на който за първи път се предоставя правото на католиците да строят свои църкви в Османската империя , както и на успеха на контрареформацията през предходния XVI век изразяващ се в:
1. утвърждаването на Йезуитския орден (27 септември 1540 г.)
2. учредяването на Върховната свещена конгрегация на Римската и Вселенска инквизиция (21 юли 1542 г.)
3. утвърждаването на Григорианския календар (24 февруари 1582 г.)
4. сключването на Брестката уния (1595/96 г.)

Началото на католическата пропаганда било сложено още по време на дългата война през 1601 г. от францисканския монах Петър Солинат. Чипровци се превърнал във фактическо седалище на Софийската католическа епископия. През 1620 г. учредената в края на XIV век Българска кустодия се отделила от Босненската сръбска католическа провинция, в която дотогава били включени и българските земи, и преминала на пряко подчинение на римската църква. Пръв неин ръководител станал отец Григорий Визич. Това събитие съвпаднало със завършване на над вековното строителство на базиликата Свети Петър (Рим).
В годините 1668-1672 в Чипровци била издигната нова католическа църква, а населението на града възлизало още през 1621 г. на между 5000 и 6000 души. До Чипровското въстание населението нараствало и само католиците били над 10 000 души във войводството включващо и други 12 околни селища. Неуспехът на въстанието на практика слага край на успешната католическа дейност в българските земи през този век, когато в католицизъм са обърнати предимно бивши павликяни.
По това време излиза и първата новобългарска печатна книга – „Абагар“ (1651 г.). Петър Богдан съчинява и „История на България“ (1667 г.).